# Посёлок Всесоюзного электротехнического института имени Ленина
Посёлок Всесоюзного электротехнического института имени Ленина — посёлок в Раменском муниципальном районе Московской области. Входит в состав сельское поселение Верейское. Население — 147 чел. (2010).

## География
Посёлок Всесоюзного электротехнического института имени Ленина расположен в северной части Раменского района, примерно в 12 км к северо-западу от города Раменское. В 2 км к юго-западу от посёлка протекает река Пехорка. В посёлке 3 улицы Лесная, Островского, Солнечная и аллея Тенистая. Ближайший населённый пункт — посёлок городского типа Удельная.

## История
До муниципальной реформы 2006 года посёлок входил в состав Быковского сельского округа Раменского района.
С 1 января 2025 года посёлок включен в состав городского округа Люберцы.

## Население
| 2002 | 2010 |
| ---- | ---- |
| 75   | ↗147 |

По переписи 2002 года в посёлке проживало 75 человек (40 мужчин, 35 женщин).